# مری رابینسون
مری ترس وینفرد رابینسون (ایرلندی: Máire Bean Mhic Róibín؛ زاده ۲۱ مهٔ ۱۹۴۴ در بالینا، مایو)مدرس دانشگاه و سیاستمدار اهل ایرلند است، که هم‌اکنون به عنوان رئیس دانشگاه دوبلین فعالیت می‌کند. وی بین سال‌های ۱۹۹۰ تا ۱۹۹۷ به عنوان هفتمین رئیس‌جمهور و اولین رئیس‌جمهور زن در ایرلند بر سر قدرت بود. او دو ماه پیش از این که مدت مسئولیت خود را در دفتر ریاست جمهوری به پایان برساند از مقام خود استعفا داد تا از آن پس بین سال‌های ۱۹۹۷ تا ۲۰۰۲ کمیسر عالی حقوق بشر سازمان ملل باشد. قبل از این که به این مقام‌ها برسد او یک چهره دانشگاهی، وکیل مدافع و یک شخصیت برجسته در مجلس سنای ایرلند بود.
هنگامی که در سازمان ملل مشغول خدمت بود در سال ۱۹۹۸ به عنوان اولین کمیسر عالی حقوق بشر سازمان ملل از تبت بازدید کرد، در همین حال از سیاست‌های کشور خود، ایرلند در قبال مهاجرین و اعمال مجازات اعدام در ایالات متحده انتقاد کرد. دوره چهار ساله وظیفه او به مدت یک سال دیگر تمدید شد تا او ریاست کنفرانس جهانی مبارزه با نژادپرستی در دوربان آفریقای جنوبی را ریاست کند. این کنفرانس بسیار بحث‌برانگیز برگزار شد تا با فشارهای ایالات متحده او در سپتامبر سال ۲۰۰۲ مجبور به استعفا از مقام خود شود.